# Kardinalska imenovanja pape Pija VIII.
Papa Pio VIII. za vrijeme svoga pontifikata (1829. – 1830.) održao je 3 konzistorija na kojima je imenovao ukupno 6 kardinala.

## Konzistorij 27. srpnja 1829. (I.)
1. Cesare Nembrini Pironi Gonzaga, jakinski i umanski biskup
2. Remigio Crescini, O.S.B.Cas., biskup Parme

## Konzistorij 15. ožujka 1830. (II.)
1. Thomas Weld, amiklejski naslovni biskup
2. Raffaele Mazio, prisjednik Svete kongregacije rimske i opće inkvizicije
3. Domenico de Simone, prefekt Papinskga doma

Osam kardinala je imenovano in pectore i njihova imena nisu nikada bila objavljena.

## Konzistorij 5. srpnja 1830. (III.)
1. Louis-François-Auguste de Rohan Chabot, bezansonski nadbiskup, Francuska